# Liste der Bodendenkmale in Horst (Lauenburg)
In der Liste der Bodendenkmale in Horst sind die Bodendenkmale der Gemeinde Horst nach dem Stand der Bodendenkmalliste des Archäologischen Landesamts Schleswig-Holstein von 2016 aufgelistet. Die Baudenkmale sind in der Liste der Kulturdenkmale in Horst (Lauenburg) aufgeführt.
| Denkmal-ID           | Befundart           | Bezeichnung                                      | Zeitstellung                 | Lage | Bemerkungen         | Bild |
| -------------------- | ------------------- | ------------------------------------------------ | ---------------------------- | ---- | ------------------- | ---- |
| aKD-ALSH-Nr. 000 689 | Befestigung > Burg  | Burg/Motte/Ringwall/Turmhügel „Oldenburger Wall“ | Frühmittelalter              |      | slawischer Burgwall |      |
| aKD-ALSH-Nr. 000 690 | Grabmal > Grabhügel | Grabhügel „Mühlenberg“                           | Vor- und/oder Frühgeschichte |      |                     |      |